# 圣博内德克赖
圣博内德克赖（法語：Saint-Bonnet-de-Cray，法語發音：[sɛ̃ bɔnɛ də kʁɛ]）是法国索恩-卢瓦尔省的一个市镇，属于沙罗勒区。

## 地理
圣博内德克赖（46°12'54"N, 4°8'22"E）面积22.41 平方千米，位于法国勃艮第-弗朗什-孔泰大區索恩-卢瓦尔省，该省份为法国中部省份，北起顺时针与科多尔省、汝拉省、安省、罗讷省、卢瓦尔省、阿列省和涅夫勒省接壤。
与圣博内德克赖接壤的市镇（或旧市镇、城区）包括：圣于连德容济、沙尔略、圣但尼德卡巴讷、圣尼济耶苏沙尔略、弗勒里拉蒙塔涅、布里奥奈地区利尼、马伊、圣埃德蒙、圣皮埃尔拉诺阿耶。

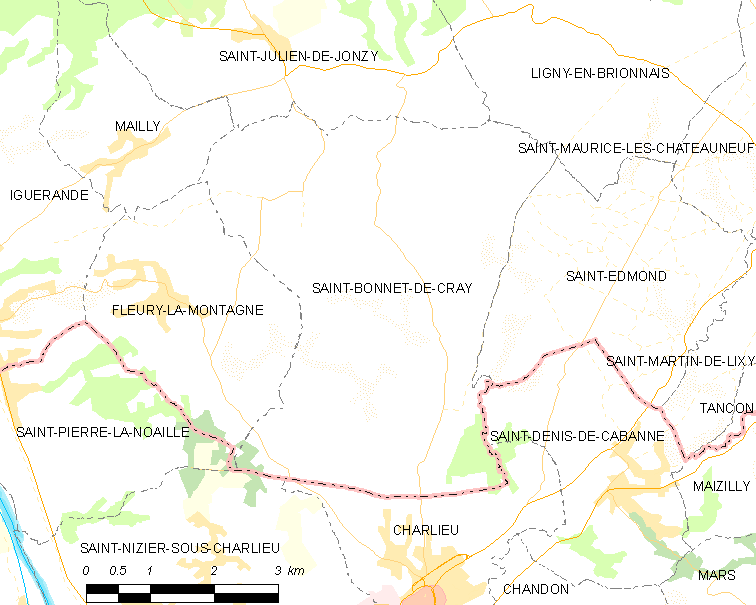
圣博内德克赖的OSM定位图

圣博内德克赖的时区为UTC+01:00、UTC+02:00（夏令时）。

## 行政
圣博内德克赖的邮政编码为71340，INSEE市镇编码为71393。

## 政治
圣博内德克赖所属的省级选区为绍法耶县。

## 人口

1962-2008年间圣博内德克赖人口变化图示

圣博内德克赖于2022年1月1日时的人口数量为508人。